# Aleš Mejač
Aleš Mejač (ur. 18 marca 1983 w Kranju) – słoweński piłkarz występujący na pozycji obrońcy.

## Kariera klubowa
Mejač profesjonalną karierę rozpoczął w klubie Triglav Kranj. W sezonie 2002/03 występował w FC Koper, w dwóch kolejnych w Murze, zaś sezon 2005/06 spędził w NK Bela Krajina. Latem 2006 roku powrócił do FC Koper, w którym występował przez dwa kolejne sezony. Od początku sezonu 2008/09 jest graczem klubu NK Maribor.

## Kariera reprezentacyjna
W reprezentacji Słowenii zadebiutował 15 października 2008 roku w meczu eliminacji mistrzostw świata przeciwko Czechom. Na boisku pojawił się w 87 minucie meczu.
| Mecze i gole w reprezentacji | Mecze i gole w reprezentacji | Mecze i gole w reprezentacji | Mecze i gole w reprezentacji | Mecze i gole w reprezentacji | Mecze i gole w reprezentacji | Mecze i gole w reprezentacji |
| #                            | Data                         | Stadion                      | Rywal                        | Wynik                        | Gol                          | Rozgrywki                    |
| 2008                         | 2008                         | 2008                         | 2008                         | 2008                         | 2008                         | 2008                         |
| ---------------------------- | ---------------------------- | ---------------------------- | ---------------------------- | ---------------------------- | ---------------------------- | ---------------------------- |
| 1.                           | 15.10.2008                   | Cieplice, Czechy             | Czechy                       | 0:1                          | 0                            | El. MŚ 2010                  |
| 2.                           | 19.11.2008                   | Maribor, Słowenia            | Bośnia i Hercegowina         | 3:4                          | 0                            | towarzyski                   |
| 2009                         |                              |                              |                              |                              |                              |                              |
| 3.                           | 11.02.2009                   | Genk, Belgia                 | Belgia                       | 0:2                          | 0                            | towarzyski                   |
| 4.                           | 28.03.2009                   | Maribor, Słowenia            | Czechy                       | 0:0                          | 0                            | El. MŚ 2010                  |
| 5.                           | 01.04.2009                   | Belfast, Irlandia Północna   | Irlandia Północna            | 0:1                          | 0                            | El. MŚ 2010                  |

## Sukcesy
Koper
- Puchar Słowenii: 2007

Maribor
- Mistrzostwo Słowenii: 2009, 2011, 2012, 2013
- Puchar Słowenii: 2010, 2012, 2013
- Superpuchar Słowenii: 2009, 2012